# 马尾海军学校

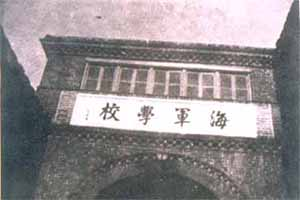
马尾海军学校

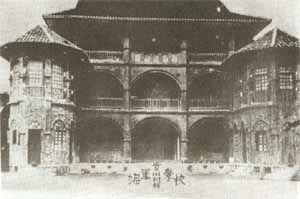
1938年马尾海校迁往贵州桐梓

马尾海军学校（又称福州海军学校），又稱海軍學校，是中华民国海军在福建省福州所设立的一所培养初级海军军官的学校，其前身是沈葆祯创办的福建船政学堂。後成為中華民國海軍官校。

## 歷史
1913年，原船政后学堂改为马尾海军学校（前学堂则改为海军制造学校），隶属于海军部。1926年，海军制造学校与海军飞潜学校（1920年设立）同时并入马尾海校。1928年，烟台海军学校停办后，其末届学生归入该校。
1930年，中華民國海軍部公布《海軍學校規則》，將校名改為海軍學校。
1937年7月抗日战争爆發，學校於9月由馬尾遷往福建鼓山。1938年6月，遷往湖南湘潭。同年10月，再遷往貴州桐梓，稱為桐梓海軍學校，由高憲申任校長。
1945年12月27日，國民政府下令廢除海軍總司令部，免除陳紹寬的海軍總司令職務，將海軍學校改制為中央海軍軍官學校。海軍學校先遷往四川重庆，之後隨中央政府遷往南京。于1946年，与在上海汪精衛政權建立的海軍軍官學校合併為新制海军官校。1947年再與青島的中央海軍訓練團合併，成為中華民國海軍官校。
1913年至1946年间，马尾海校共计有24届458名毕业生，分为航海、轮机、造舰、军用化学等专业。而担任过该校校长的则有王桐、張斌元、陳兆鏘、沈覲宸、夏孫鵬、杜錫圭、朱天森、李孟彬、高憲申等。